# Ibn Qunfudh
Ahmad ibn al-Hasan Ibn Qunfudh al-Qusanṭīnī (en arabe : أحمد بن الحسن ابن قنفذ القسنطيني) est un juriste, historien, astronome, mathématicien et astrologue originaire du Maghreb central, né à Constantine (Algérie) probablement en 1340 et décédé en 1407. Cet auteur polygraphe a laissé un héritage remarquable en publiant des ouvrages couvrant une vaste gamme de domaines, de la science du calcul à l’astronomie, en passant par l’histoire, le droit, la logique, l’astrologie et la grammaire.

## Biographie
Abū l-Abbās Aḥmad b. Ḥasan b. Alī b. Ḥasan al-Ḵhaṭīb b. ʿAlī b. Maymūn b. Ḳunfudh, est né à Constantine, une ville du Maghreb central, alors sous l'administration des Hafsides. Sa date de naissance est estimée en 1330, mais plus probablement en 1340. Il est issu d'une famille de professeurs et de juristes éminents de cette ville et de ses environs.  
Son héritage intellectuel est marqué par plusieurs générations de membres éminents. Son aïeul, son grand-père et son père étaient tous des figures respectées dans la sphère de l'éducation et du droit à Constantine. Son aïeul Ḥasan b. ʿAlī al-khaṭīb, qui enseignait le hadîth, à Constantine et se réclamait de la confrérie des Chadhiliyya, mourut en 1265 ; son grand-père Alī b. Ḥasan, lui aussi khatīb à Constantine durant un demi-siècle et longtemps cadi, mourut en 1332. Son grand père maternel Yūsuf b. Yaʿḳūb al-Mallārī, disciple du mystique Abou Madyane, dirigeait une zawiya, « à deux étapes à l’Ouest de Constantine », et y donnait un enseignement; il mourut en 1281. Enfin, son père Ḥasan b. Alī, également khatīb à Constantine, était un juriste confirmé, auteur d’un ouvrage intitulé al-Masnūn fī aḥkām al-ṭāʿūn; il mourut en 1350.
Sa formation initiale fut sous la tutelle de son père et de son grand-père maternel, après quoi il continua ses études avec d'autres éducateurs à Constantine. Après avoir passé quelque temps à Constantine, il élargit ses horizons académiques lors de séjours au Maroc et à Tunis, et il résida également à Tlemcen, où il approfondit ses connaissances en sciences religieuses. Ces déplacements contribuèrent grandement à sa formation et à sa vaste production intellectuelle qui s'étendait à divers domaines. 
Pendant ses voyages, il chercha à approfondir ses compétences en tafsir, hadîth, fikh, manṭiq (logique), nahw (grammaire arabe), mathématiques, et bien d'autres, obtenant des diplômes (idjāza) de la part de divers maîtres. À son retour dans sa ville natale, il occupa des postes importants tels que cadi, mufti, éducateur et écrivain jusqu'à son décès, en 1406 ou 1407, toujours à Constantine.

## Œuvres
Ibn Qunfudh est un érudit reconnu pour sa vaste connaissance encyclopédique, à une époque où les mathématiques et l'astronomie étaient principalement orientées vers l'utilité. Polygraphe accompli, il excellait en tant que juriste, historien, astronome, mathématicien et astrologue. Son œuvre abondante s'étendait à des domaines variés tels que la science du calcul, l'astronomie, l'Histoire, le Droit, la logique, l'astrologie et même la grammaire.
Plus d'une vingtaine de ses ouvrages sont référencés par divers auteurs, bien que le nombre exact de ses œuvres puisse être mis en lumière grâce à la liste exhaustive de vingt-six œuvres qu'il révéla à la fin de son livre, Wafayāt. Parmi ces œuvres, douze sont reconnues et documentées. 
Parmi ces œuvres :
- Hatt an-niqâb ôan wujûh a ômâl al-hisâb (« L’abaissement du voile sur les opérations du calcul »), commentaire du Talkhis aâmal al-hisab (Sommaire des opérations arithmétiques) d’Ibn al-Banna où il utilise un symbolisme mathématique et une terminologie qui diffère de celle d’Ibn al-Banna et introduit de nouvelles notions comme la puissance d’un monôme[6].
- Uns al-faqīr wa 'izz al-ḥaqīr, enquête sur la vie, les maîtres et les disciples de Sidi Boumediène et voyages à travers le Maroc et l'étude de l'histoire religieuse de ce pays[7].
- Mabādīʾ al-sālikīn fī sharḥ urjūzat Ibn al-Yāsamīn, est une analyse et explication des calculs par la restauration et la comparaison d'Ibn al-Yasamin (en), dans le domaine d'algèbre[8].
- Kitâb al-wafayât (Livre des nécrologies), un dictionnaire chronologique des sahaba, d'éminents érudits du hadith, juristes, auteurs et hommes célèbres du monde musulman, en particulier les savants. Ce livre a gagné une grande diffusion, Al-Tanbukti l'a cité dans Nayl al-Ibtihadj bi Tatriz al-Dibadj et Ibn Maryam Al-Tilmisani dans Al-Bustān fī dhikr al-‘ulamā’ wa-al-awliyā’ bi-Tilimsān et Al-Zirkli (en) dans Al-Aʻlām: Qāmūs Tarājim li-Ashhar al-Rijāl wa-al-Nisāʼ min al-ʻArab wa-al-Mustaʻribīn wa-al-Mustashriqīn[9],[10].
- Al-Fārissiya fī mabādiʾ al-dawla l-ḥafṣiyya, son œuvre majeure, demeure l'une des sources historiques les plus importantes concernant la dynastie hafside. Il la rédigea vers la fin de sa vie. Cet ouvrage aborde en détail l'histoire de la dynastie hafṣide, depuis ses débuts jusqu'en 1403 (805 de l'Hégire)[2]. L'auteur a vécu durant une période florissante de la dynastie hafṣide. Comme beaucoup d'écrivains de son époque, Ibn Qunfud était lié au pouvoir hafside et cherchait à entretenir de bonnes relations avec les rois[4].
- Maʿūnat al-rāʾiḍ fī mabādiʾ al-farāʾiḍ (« La grande aide aux principes des parts de l'héritier »), suggère qu'il s'agit d'un manuel pour apprendre les fondements de la science de l'héritage[2].
- Bughyat al-fāriḍ min al-ḥisāb wa-l-farāʾiḍ (« Ce dont le législateur a besoin en ce qui concerne le calcul et les parts de l'héritier »), résout divers problèmes liés au calcul des parts des héritiers[2].
- Sharḥ al-urdjūza al-tilimsāniyya, est un commentaire sur le contenu du célèbre poème al-Urjūza al-Tilimsāniyya (« L'urjūza d'al-Tilimsānī ») par Abū Isḥāq al-Tilimsānī (décédé en 1299) et traite également la science du calcul[2].
- Sharaf al-ṭālib fī asnā al-maṭāli[3] (L'honneur de l'étudiant dans les buts les plus élevés)[11]
- Tabaqat ulam' Qusantina, Sirağ al-tuqat fi ilm al-aqāt[4].

Ibn Qunfudh a écrit sept textes sur l'astronomie traitant de la science de l'horlogerie, permettant ainsi de déterminer les heures de prière, les mouvements des sept planètes visibles et les équations planétaires. Il a également rédigé un commentaire sur le poème astrologique al-Urjūza d'Aben-Ragel.